# Eric Werner (Eishockeyspieler)
Eric Werner (* 26. Januar 1983 in Grosse Pointe Woods, Michigan) ist ein US-amerikanischer Eishockeyspieler, der seit August 2012 bei den Nottingham Panthers in der Elite Ice Hockey League unter Vertrag steht.

## Karriere
Werner spielte zu Beginn der Saison 2007/08 für Ilves Tampere in der finnischen SM-liiga, seiner ersten Station in Europa und unterschrieb anschließend einen Vertrag bei den DEG Metro Stars aus der Deutschen Eishockey Liga, für die er den Rest der Spielzeit sowie die Play-offs absolvierte. Zuvor war der Verteidiger im nordamerikanischen Eishockey aktiv und spielte vornehmlich in den Minor Leagues. Seine Stationen seit 1999 waren verschiedene Mannschaften des Nachwuchsförderungsprogramms des Verbandes USA Hockey in der North American Hockey League und United States Hockey League, die Sioux Falls Stampede, das Team der University of Michigan im Spielbetrieb der National Collegiate Athletic Association sowie von 2005 bis 2007 das AHL-Team Manchester Monarchs und deren Farmteam, die Reading Royals aus der ECHL. In insgesamt 74 Spielen für die Monarchs erzielte der Rechtsschütze fünf Tore und 31 Assists.
Im Januar 2009 wechselte der Verteidiger von den Manchester Monarchs, zu denen er nach seinem Engagement in Deutschland zurückgekehrt war, nach Augsburg. Dort wurde sein Vertrag am Saisonende jedoch nicht verlängert, sodass Werner zunächst als Try-Out-Spieler zum österreichischen Erstligisten HDD Olimpija Ljubljana wechselte. Dort erhielt er jedoch keinen Vertrag und kehrte nach Nordamerika zurück. Für die Reading Royals absolvierte er 38 Partien in der ECHL, bevor er im Februar 2010 vom Vålerenga IF aus der GET-ligaen verpflichtet wurde.
Für die Saison 2010/11 wurde Werner vom HK Jesenice aus der österreichischen Eishockey-Liga unter Vertrag genommen. Diesen verließ er im Sommer 2011, um beim HC Neumarkt Wild Goose aus der Serie A2 anzuheuern, bei dem der US-Amerikaner einen Kontrakt für eine Spielzeit erhielt und als erster Akteur aus den Vereinigten Staaten in die Vereinshistorie einging. Zur Saison 2012/13 wurde Werner von den Nottingham Panthers aus der Elite Ice Hockey League verpflichtet.

## Karrierestatistik
(Legende zur Spielerstatistik: Sp oder GP = absolvierte Spiele; T oder G = erzielte Tore; V oder A = erzielte Assists; Pkt oder Pts = erzielte Scorerpunkte; SM oder PIM = erhaltene Strafminuten; +/− = Plus/Minus-Bilanz; PP = erzielte Überzahltore; SH = erzielte Unterzahltore; GW = erzielte Siegtore; 1 Play-downs/Relegation; Kursiv: Statistik nicht vollständig)